# Мичуренков, Дмитрий Алексеевич
Дмитрий Алексеевич Мичуренков (19 мая 1995, Коммаяк, Кировский район, Ставропольский край, Россия) — российский футболист, нападающий клуба «Леон Сатурн».

## Карьера
Футбольную карьеру начал в 2011 году в составе клуба «Электроавтоматика» Ставрополь.
В 2019 году подписал контракт с клубом «Нефтехимик» Нижнекамск.
В 2021 году перешёл в казахстанский клуб «Акжайык»
.
В 2021-м году вернулся в Россию и стал игроком Ростовского клуба СКА.
15 февраля 2023 года стал игроком Волгоградского футбольного клуба «Ротор».